# Fłaryjan Żdanowicz
Flaryjan Żdanowicz, biał. Фларыян Паўлавіч Ждановіч, ps. Aleś Kresik, Iwan Karaś (ur. 28 października 1884 w Mińsku, zm. 1937) – białoruski aktor i reżyser, teatrolog, jeden z twórców profesjonalnego teatru na Białorusi, brat Antona.
W 1902 roku ukończył warszawską szkołę dramatu, po czym pracował jako aktor w polskich teatrach na terenie zaboru rosyjskiego. Zaangażowany w białoruski postęp kulturalny wystawił w 1913 roku w Radoszkowiczach "Paulinkę" Janka Kupały, przygotowywał też m.in. program "Biełaruski kirmasz" oraz spektakl "Pa rewizii" M. Kropiwnickiego w Starym Siole pod Mińskiem. Za wystawienie tej ostatniej sztuki groził mu areszt carski, w wyniku czego wyjechał na Krym – występował tam m.in. w rosyjskim teatrze.
Wkrótce powrócił do Mińska, gdzie do rewolucji lutowej pracował w lokalnym magistracie, został też m.in. dyrektorem artystycznym Pierwszego Towarzystwa Dramatu i Komedii w Mińsku. Po zakończeniu wojny polsko-radzieckiej w 1920 roku organizował w Mińsku Białoruski Teatr Państwowy (obecnie Teatr Kupały), którego został dyrektorem. Podjął pracę w narkomacie oświaty Białoruskiej SRR, z ramienia którego sprawował zarząd nad państwowymi teatrami na obszarze Białoruskiej SRR.
19 lipca 1930 roku został aresztowany przez NKWD jako rzekomy członek Związku Wyzwolenia Białorusi i wkrótce skazany na pięć lat łagru – pracował przy budowie kanału białomorskiego. W 1937 roku został ponownie aresztowany i rozstrzelany. W 1958 roku rehabilitowany decyzją Sądu Najwyższego ZSRR.